# Example
«Example», ім'я при народженні Елліот Джон Глів (нар. 20 червня 1982, Гаммерсміт, Лондон, Велика Британія) — британський співак і репер. Його псевдонім виник з перших букв імені e.g., що є розмовним скороченням фрази «for example» («exempli gratia», лат.; «приклад», укр.).

## Біографія

### Юність репера
Елліот Джон Глів народився 20 червня 1982 року, на заході Лондона, є першою дитиною у сім'ї. Перші роки навчання пройшли у школі Фулхем. Пізніше перейшов до «Технологічної академії Ешкрофта» в західній частині Лондона. Здатність писати вірші та читати реп в Елліота проявилася ще в підлітковому віці. Це підтверджується перемогою в щорічному поетичному конкурсі, результатом якої став комп'ютер для школи. 
У 2000 році розпочав навчання на режисерському факультеті «Royal Holloway University». Паралельно з навчанням працював ді-джеєм у нічних клубах міста. У цей період познайомився з майбутнім продюсером Joseph Gardnera (aka Rusher).
Здобувши освіту за спеціальністю режисера в Royal Holloway University, Елліот їде на рік до Австралії, після чого повертається на Батьківщину та серйозно починає займатися музикою. Свою кар'єру він розпочав з випуску синглу «Vile», який став відповіддю на пісню Лілі Аллен «Smile». У 2007 році відбувся реліз його дебютного альбому «What We Made».

### Псевдонім
Псевдонім Елліота є акронімом, утвореним з ініціалів його імені та прізвища (e. g. — Elliot Gleave), а також як скорочення латинського виразу «наприклад» (лат. «exempli gratia», англ. «for example»).
Цей псевдонім пов'язаний з його найвідомішими піснями. Популярність Елліота зросла завдяки підтримці діджеїв BBC Radio 1 (Піта Тонга і Зейна Лоу), які звернули увагу на його ранні сингли. 
Example досяг першого комерційного успіху з випуском свого другого студійного альбому, «Won't Go Quietly», який посів четверте місце в британському чарті альбомів. Два сингли з цього альбому, «Won't Go Quietly» та «Kickstarts», також увійшли до топ-10 чарту синглів."
Його третій альбом «Playing in the Shadows» був випущений 4 вересня 2011 року. Альбом дебютував під номером 1 у британських чартах альбомів, з двома синглами «Changed the Way You Kiss Me» та «Stay Awake».
У найближчих планах Елліота випуск нового синглу «Last Ones Standing», спродюсований трьома учасниками шведської рок-групи Peter Bjorn and John, і запис нового альбому, про що він недавно повідомив у своєму твіттері.

## Дискографія
| Альбоми | Альбоми                                |
| Рік     | Назва                                  |
| ------- | -------------------------------------- |
| 2004    | «A Pointless Song EP»                  |
| 2006    | «We Didn't Invent The Remix»           |
| 2007    | «What We Made»                         |
| 2008    | «What We Almost Made»                  |
| 2010    | «Won't Go Quietly»                     |
| 2011    | «Playing in the Shadows»               |
| 2012    | «The Evolution of Man»                 |
| 2013    | «#Hits»                                |
| 2014    | «Live Life Living»                     |
| 2018    | «Bangers & Ballads»                    |
| 2020    | «Some Nights Last for Days»            |
| 2022    | «We May Grow Old But We Never Grow Up» |

### What We Made (2007)
У 2007 році Елліот випустив свій дебютний альбом «What We Made» на лейблі The Beats. Музичний кліп до пісні «What We Made» та 18-хвилинне відео про Чорнобиль були зняті в зоні відчуження Чорнобильської АЕС.

### Won't Go Quietly (2010)
20 червня 2010 року Example підписав контракт із лейблом Data Records. Того ж року він випустив свій другий студійний альбом під назвою «Won't Go Quietly». Характерними рисами лірики Example стали використання простої мови для вираження складних ідей, постійна присутність самоіронії та виражений елемент гротескної гордині. Музичний альбом отримав позитивні відгуки завдяки сучасному звучанню та танцювальному характеру. Більшість композицій здобули популярність в Європі.
Альбом дебютував на 4 місці британського чарту та отримав "срібний" статус за перший місяць продажів (цей сертифікат у Великій Британії надається за продаж понад 60 тисяч копій альбому). Співпраця з Professor Green призвела до створення пісні "Monster", яка увійшла до його альбому "Alive Till I'm Dead" і досягла комерційного успіху.
Наприкінці грудня 2010 року виходить трек Skream & Example — Shot Yourself In The Foot Again у стилі dubstep. Спільно з відомим англійським ді-джеєм і продюсером Skream, цей трек був записаний в студії радіо BBC-1. Композиції «Won't Go Quietly» та «Kickstarts» з альбому досягли значних успіхів у британському чарті, зайнявши шосте та третє місця відповідно. Example також випускає такі сингли з альбому як «Last Ones Standing» 12 вересня і «Two Lives» 14 листопада 2010 року.

### Playing in the Shadows (2011)
Влітку 2011 року Елліот Глів розпочав роботу над своїм третім студійним альбомом «Playing in the Shadows». Співпраця здійснювалася з Nero, Faithless, Brookes Brothers, Dirty South, Chase & Status та Skream у студіях звукозапису Data Records у Нью-Йорку (США) і Лондоні (Велика Британія). 
4 вересня 2011 року відбувся реліз третього студійного альбому «Playing in the Shadows». Сингл «Changed the Way You Kiss Me» дебютував під номером 1 в чарті Великої Британії, а також став саундтреком рекламної кампанії нової лінійки кросівок "Adidas Predator". Example здобув популярність серед аудиторії Європи та США завдяки харизмі, вмінню самоіронізувати та здатності поєднувати різноманітні музичні стилі. Альбом отримує платиновий статус у Великій Британії через місяць після виходу і потрапляє до чартів Австралії, Ірландії та Шотландії. Альбом об'єднує в собі елементи танцювальної, електронної та дабстеп музики.

## Нагороди й номінації
| Рік  | Подія                      | Нагорода                                   | Номінація                   | Результат |
| ---- | -------------------------- | ------------------------------------------ | --------------------------- | --------- |
| 2010 | Popjustice £20 Music Prize |                                            | Kickstarts (пісня)          | Перемога  |
| 2011 | BT Digital Music Awards    | Найкращий артист                           |                             | Номінація |
| 2011 | BT Digital Music Awards    | Найкращий незалежний артист чи група       |                             | Номінація |
| 2011 | 4Music Video Honours       | Найкращий хлопець                          |                             | Номінація |
| 2011 | 4Music Video Honours       | Найкраще відео                             | Changed the Way You Kiss Me | Номінація |
| 2011 | 4Music Video Honours       | Найкраще відео                             | Stay Awake                  | Номінація |
| 2012 | Brit Awards                | Британський сингл                          | Changed the Way You Kiss Me | Номінація |
| 2012 | NME Awards                 | Найкращий блог групи або Twitter           |                             | Номінація |
| 2013 | Угорська музична премія    | Іноземна електронна музична продукція року |                             | Перемога  |